# ケミカル・ラッシュ
「ケミカル・ラッシュ」 ("Chemical Rush")は、アイルランド人の歌手ブライアン・マックファーデンの3枚目のアルバム『ウォール・オブ・サウンズ』に収録されている楽曲で、アルバムからのセカンド・シングルとしてリリースされた。曲はブライアン、アンソニー・エギッツィ、デヴィッド・ムスメシ、ジェームス・マアスによって書かれ、ロバート・コンリーがプロデュースした。ユニバーサルミュージック・オーストラリアより2010年6月15日に発売。

## ミュージック・ビデオ
2010年5月、ブライアンはビデオに出演してもらう老人を募集した。監督はダニエル・ライジンガーで、ビデオはブライアンが警察の護衛の下にパーティーに到着し、ブライアン演じる「善良な悪魔」が高齢者を若い頃に戻していくという内容が描かれる。ブライアンとダニエルが共同でビデオのコンセプトを考え、20歳から95歳まで200人を超えるエキストラが参加した。

## トラックリスト
- デジタル・ダウンロード[4]

1. "Chemical Rush" (Radio Mix) – 3:32
2. "Chemical Rush" (Trumpdisco Remix) – 5:19

## チャート成績
2010年6月27日、シングルはARIAシングルチャートで18位に初登場し、翌週には最高位の12位を記録した。シングルはオーストラリアン・シングル・チャートでは2位を記録した。
| チャート (2010)                      | 最高 順位 |
| ------------------------------------ | --------- |
| オーストラリア (ARIA)                | 12        |
| オーストラリアン・シングル・チャート | 2         |